# Pternopetalum cartilagineum
Pternopetalum cartilagineum är en flockblommig växtart som beskrevs av Cheng Yih Wu. Pternopetalum cartilagineum ingår i släktet Pternopetalum och familjen flockblommiga växter. Inga underarter finns listade i Catalogue of Life.